# کسب‌وکار ایتالیایی (فیلم ۲۰۰۳)
کسب و کار ایتالیایی (به انگلیسی: The Italian Job) نام یک فیلم جنایی/سرقتی محصول مشترک فرانسه و آمریکا است که توسط اف. گری گری ساخته شده‌است. اکثر صحنه‌های فیلم در لس‌آنجلس و ونیز فیلمبرداری شده‌اند.

## خلاصه داستان
«چارلی» (والبرگ) مغز متفکر گروهی سارق است که گرد هم می‌آیند تا در نقشه‌ای انتقام جویانه، چنگ «استیو» (نورتن)، یکی از دوستان سابقشان را که به آنان رو دست زده را از تمامی درآمدهای نامشروعش خالی کنند...

## بازیگران
| بازیگر         | نقش                     |
| -------------- | ----------------------- |
| مارک والبرگ    | Charlie Croker          |
| شارلیز ترون    | Stella Bridger          |
| جیسون استاتهام | Handsome Rob            |
| ادوارد نورتون  | Steve Frazelli          |
| دونالد ساترلند | John Bridger            |
| ست گرین        | Lyle/"The Real Napster" |
| مس دف          | Left Ear                |
| فرانکی جی      | Wrench                  |